# Lille Öjasjön, Västergötland
Lille Öjasjön är en sjö i Tidaholms kommun i Västergötland som ingår i Motala ströms huvudavrinningsområde. Sjön ligger på Hökensås. Sjön är en källsjö och avvattnas av en mindre bäck till Stora Öjasjön. Sjön har en anlagd fiskebrygga och en grillplats.

## Galleri

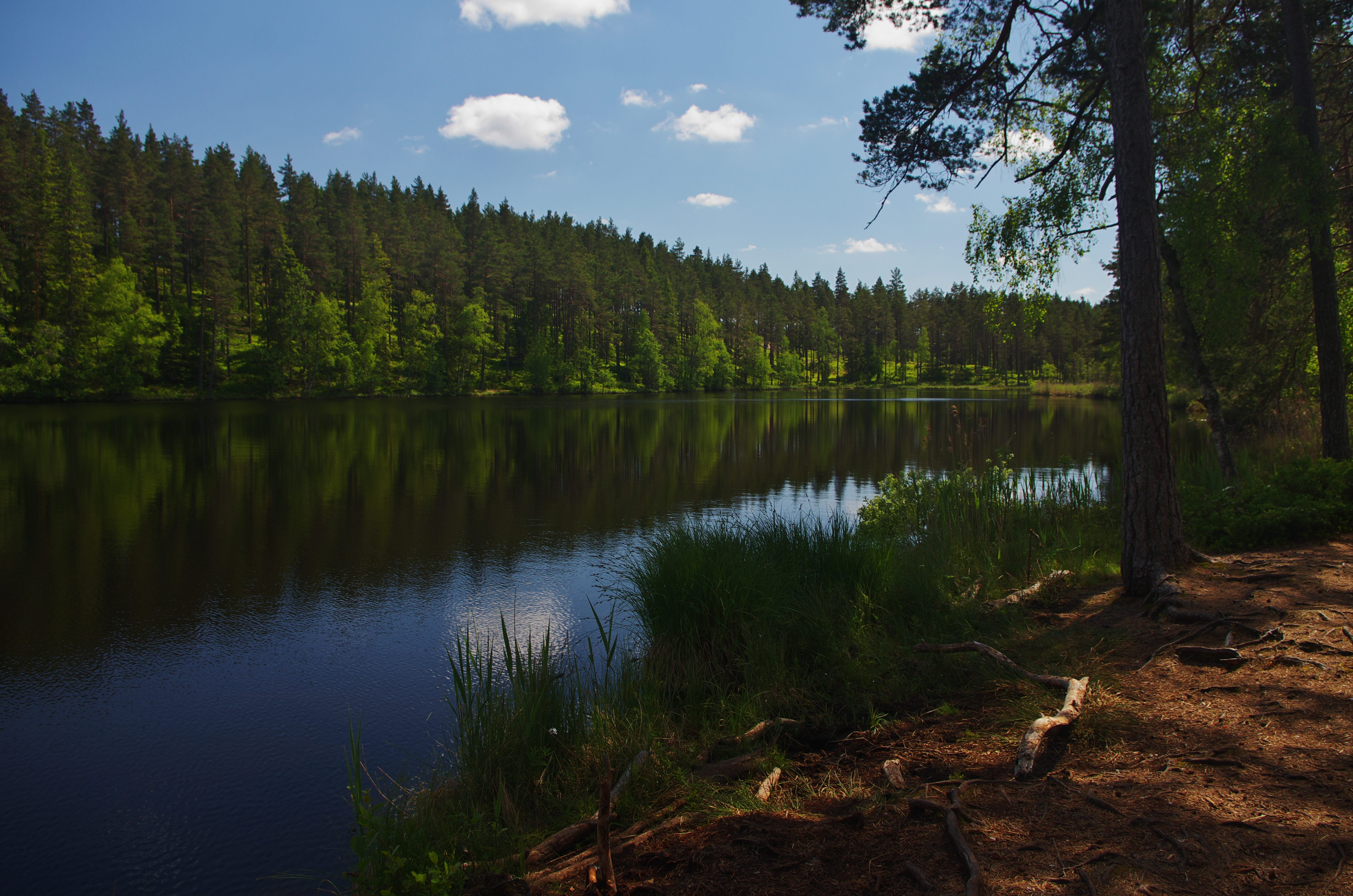
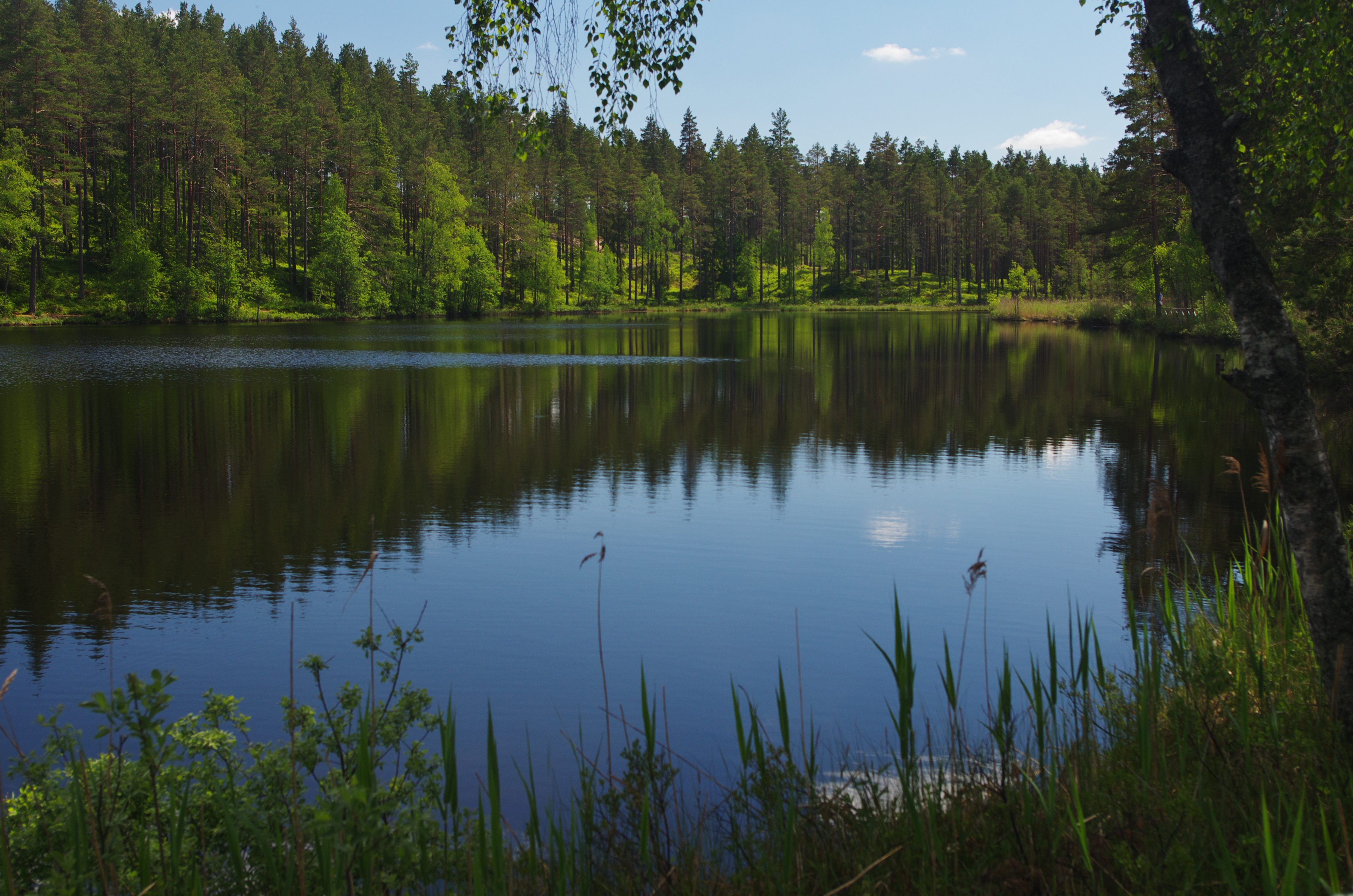